# Rolla Margit
Rolla Margit (Nagyvárad, 1908. július 24. – Budapest, 1990. február 16.) író, költő, újságíró, irodalomtörténész. Az Országos Talajtani Intézetben volt tisztviselő.

## Életpályája
Kolozsváron és Budapesten tanult. 1938. augusztus 25-én az induló Magyar Nemzet munkatársa lett. 1945 után rövid ideig sajtóelőadó volt, majd üzemi lapoknál segédszerkesztőként dolgozott.

### Munkássága
Pályáját költőként kezdte. Első verseskötetéről (Szép mindenkitől messze lenni; 1930) Áprily Lajos és Illés Endre írt kritikát, Ezüstharang című verseskötetéről (1938) Radnóti Miklós és Csuka Zoltán. Költeményeit angol, finn, francia, olasz folyóiratok, antológiák is közölték. Prózai írásai 1945-ig folyóiratokban jelentek meg (Élet, Napkelet, Úriasszonyok Lapja, Új Nemzedék, Új Idők). Finn és francia nyelvből jelentek meg fordításai. Irodalmi munkássága során az MTA Könyvtárának Közleményei sorozatban két dokumentumkötetet tett közzé Kaffka Margitról.
Sírja a Farkasréti temetőben található (47/1-1-31/32). Sírfelirata: „Földbe fúródott meteor, kövülj! Feledd hogy csillag fényével ragyogtál.” 

## Művei
- Szép mindenkitől messze lenni (versek, Budapest, 1930)
- Ezüstharang (versek, Budapest, 1938)
- Kiért a végtelen üzen (versek, Budapest, 1942)
- Utazás Finnországba (útirajz, Budapest, 1943)
- Tizenkét lány útnak indul (ifjúsági regény, Budapest, 1943)
- Arany János estéje (tanulmány, Budapest, 1944)
- A fiatal Kaffka Margit (tanulmány, Budapest, 1980)
- Kaffka Margit II. Út a révig (tanulmány, Budapest, 1983)
- Jékely Zoltán leveleiből (közreadta, bev., Confessio, 1987. 2. sz.)